# Liste der staatlichen und nichtstaatlichen Auszeichnungen der DDR
Diese Liste gibt einen Überblick über die wichtigsten staatlichen und nichtstaatlichen Auszeichnungen der Deutschen Demokratischen Republik, aufgelistet nach Stiftungsdaten.
In der Zeit zwischen 1949 und 1990 existierten in der DDR mehr als 10.000  Auszeichnungen, welche durch die Staatsführung oder gesellschaftliche Organisationen gestiftet und in Form von Orden, Preisen, Ehrentiteln sowie Medaillen verliehen wurden. Staatliche Auszeichnungen wurden stets durch den Staats- oder Ministerrat der DDR gestiftet, während die „nichtstaatlichen“ Auszeichnungen durch Fachministerien, politische Parteien, gesellschaftliche Organisationen (z. B. DRK, DSF, DTSB, FDGB, FDJ, GST, Nationale Front etc.), aber auch Betriebe, jeweils für ihren Tätigkeits- bzw. Zuständigkeitsbereich eingeführt und vergeben werden konnten.

## Staatliche Auszeichnungen der DDR

### Orden
- Karl-Marx-Orden (1953)
- Vaterländischer Verdienstorden (1954)
- Banner der Arbeit (1954)
- Stern der Völkerfreundschaft (1959)
- Scharnhorst-Orden (1966)
- Kampforden „Für Verdienste um Volk und Vaterland“ (1966)
- Blücher-Orden (1968, nie vergeben)
- Militärischer Verdienstorden der DDR (1982)
- Verdienstorden des Ministeriums für Staatssicherheit (projektiert bis 1990, nicht gestiftet)
- Stauffenberg-Orden (projektiert bis 1990, nicht gestiftet)

### Preise
- Nationalpreis der DDR (1949)
- Heinrich-Greif-Preis (1951)
- Lessing-Preis (1954)
- Preis für künstlerisches Volksschaffen (1955)
- Ćišinski-Preis (1956)
- Heinrich-Heine-Preis (1956)
- Carl-Blechen-Preis (1956)
- Johannes-R.-Becher-Preis (1958)
- Kunstpreis der DDR (1959)
- Rudolf-Virchow-Preis (1960)
- GutsMuths-Preis (1961)
- Friedrich-Engels-Preis (1970)
- Theodor-Körner-Preis (1970)
- Architekturpreis der DDR (1976)
- Designpreis der DDR (1978)
- Jacob-und-Wilhelm-Grimm-Preis (1979)[2]

### Ehrentitel

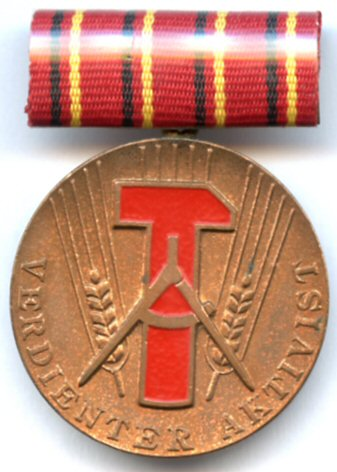
Medaille zum Ehrentitel Verdienter Aktivist

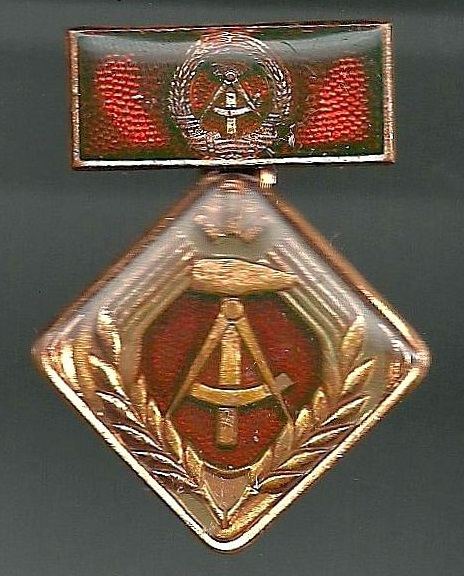
Medaille zum Ehrentitel Aktivist der sozialistischen Arbeit

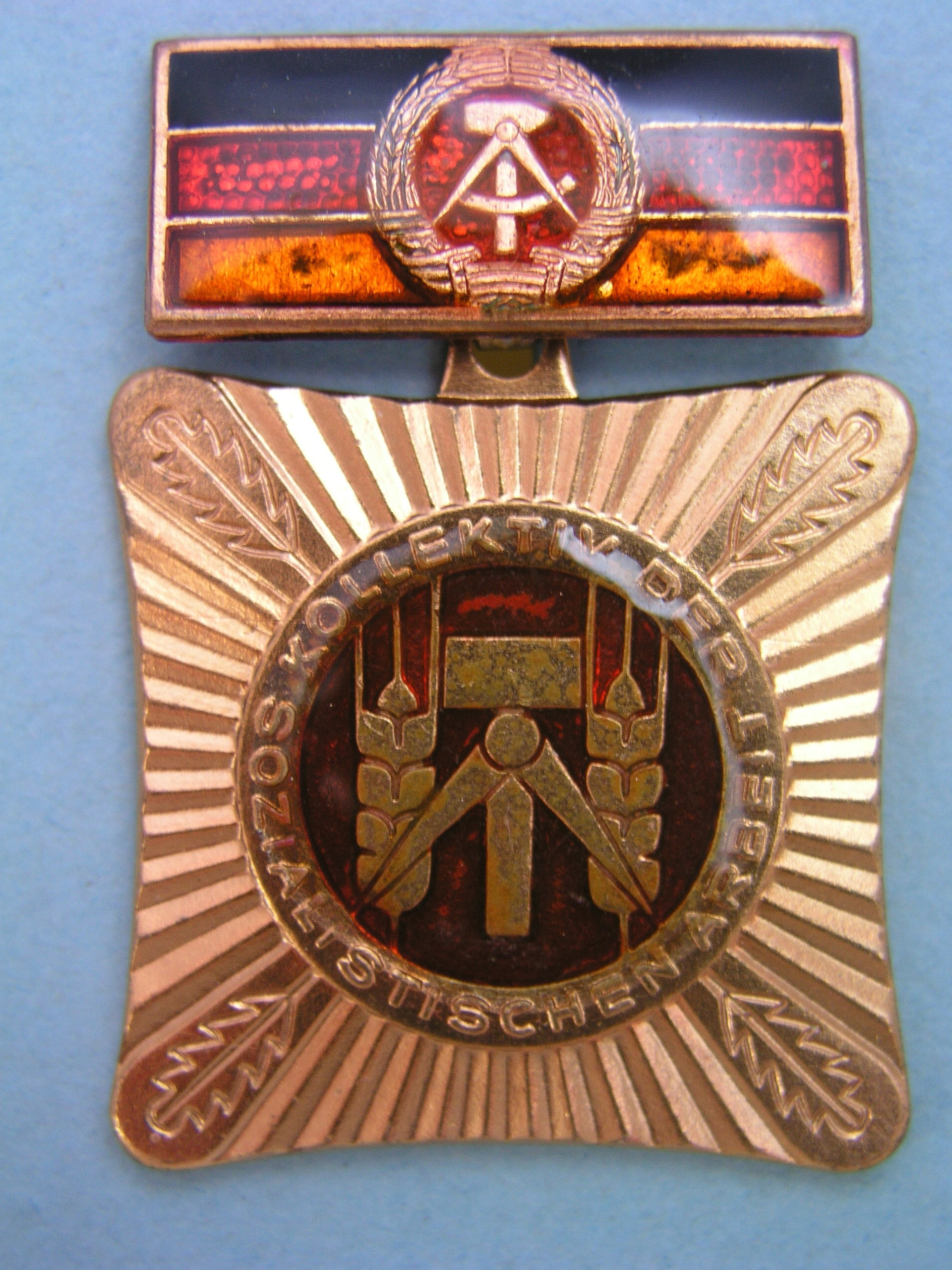
Medaille zum Ehrentitel Kollektiv der sozialistischen Arbeit

- Aktivistenabzeichen der Maschinen-Ausleih-Stationen (1949)
- Aktivist des Zweijahrplanes (Aktivistenabzeichen der volkseigenen Betriebe, 1949)
- Verdienter Arzt des Volkes (1949)
- Verdienter Lehrer des Volkes (1949)
- Brigade der ausgezeichneten Qualität (1950)
- Brigade der besten Qualität (1950–1964)
- Held der Arbeit (1950)
- Meisterhauer (1950)
- Verdienter Aktivist (1950)
- Verdienter Bergmann der DDR (1950)
- Verdienter Eisenbahner der DDR (1950)
- Verdienter Erfinder (1950)
- Hervorragender Wissenschaftler des Volkes (1951)
- Meisterbauer (1951–1960)
- Verdienter Techniker des Volkes (1951)
- Verdienter Tierarzt (1952–1976)
- Verdienter Züchter (1952)
- Aktivist des Fünfjahrplanes (1953–1960)
- Bester Meister (1953)
- Brigade der kollektiven Aktivistenarbeit (1953–1960)
- Verdienter Meister (1953–1958)
- Brigade der hervorragenden Leistung (1954–1977)
- Hervorragender Genossenschaftler (1954)
- Meister des Sports (1954)
- Verdienter Meister des Sports (1954)
- Hervorragende Jugendbrigade der DDR (1955–1963)
- Brigade der sozialistischen Arbeit (1959–1962)
- Aktivist des Siebenjahrplanes (1960–1969)
- Gemeinschaft der sozialistischen Arbeit (1960–1962)
- Hervorragender Jungaktivist (1960)
- Meisterbauer der genossenschaftlichen Produktion (1960)
- Kollektiv der sozialistischen Arbeit (1962)
- Hervorragendes Jugendkollektiv der DDR (1963)
- Verdienter Seemann (1965)
- Verdienter Volkspolizist der DDR (1966)
- Aktivist der sozialistischen Arbeit (1969)
- Betrieb der sozialistischen Arbeit (1969)
- Verdienter Mitarbeiter der Staatssicherheit  (1969)
- Verdienter Bauarbeiter der DDR  (1972)
- Verdienter Mitarbeiter der Zollverwaltung der DDR (1972)
- Verdienter Militärflieger der DDR (1974)
- Held der DDR (1975)
- Verdienter Angehöriger der Grenztruppen der DDR (1975)
- Verdienter Angehöriger der Nationalen Volksarmee (1975)
- Verdienter Chemiearbeiter der DDR (1975)
- Verdienter Energiearbeiter der DDR (1975)
- Verdienter Hochschullehrer der DDR (1975)
- Verdienter Metallarbeiter der DDR (1975)
- Verdienter Metallurge der DDR (1975)
- Verdienter Mitarbeiter des Handels der DDR (1975)
- Verdienter Werktätiger der Leicht-, Lebensmittel- und Nahrungsgüterindustrie der DDR (1975)
- Verdienter Werktätiger des Bereiches der haus- und kommunalwirtschaftlichen Dienstleistungen der DDR (1975)
- Verdienter Werktätiger des Post- und Fernmeldewesens der DDR (1975)
- Verdienter Werktätiger des Verkehrswesens der DDR (1975)
- Verdienter Genossenschaftsbauer der DDR (1976)
- Verdienter Tierarzt der DDR (1976)
- Verdienter Angehöriger der Zivilverteidigung der DDR (1977)
- Verdienter Werktätiger der Land- und Forstwirtschaft der DDR (1977)
- Fliegerkosmonaut der DDR (1978)
- Verdienter Mitarbeiter der Planungsorgane  der DDR (1978)
- Verdienter Mitarbeiter des Finanzwesens  der DDR (1978)
- Verdienter Jurist der DDR (1979)
- Verdienter Mitarbeiter im außenpolitischen Dienst (projektiert bis 1979, nicht gestiftet)
- Verdienter Wasserwirtschaftler der DDR (1979)
- Verdienter Volkskontrolleur  der DDR (1981)
- Verdienter Mitarbeiter des Gesundheitswesens (1985)[2]

### Medaillen

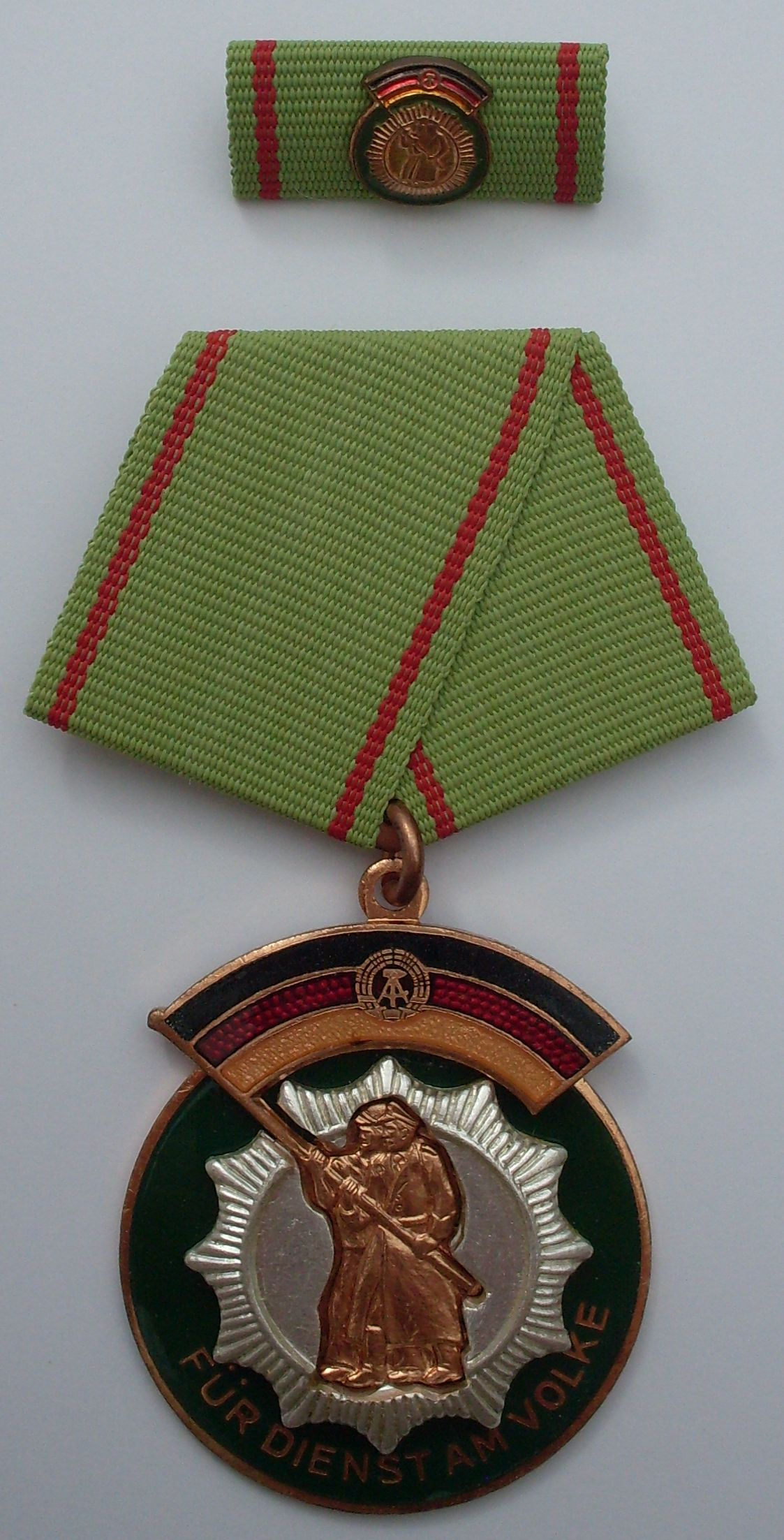
Ehrenzeichen der Deutschen Volkspolizei

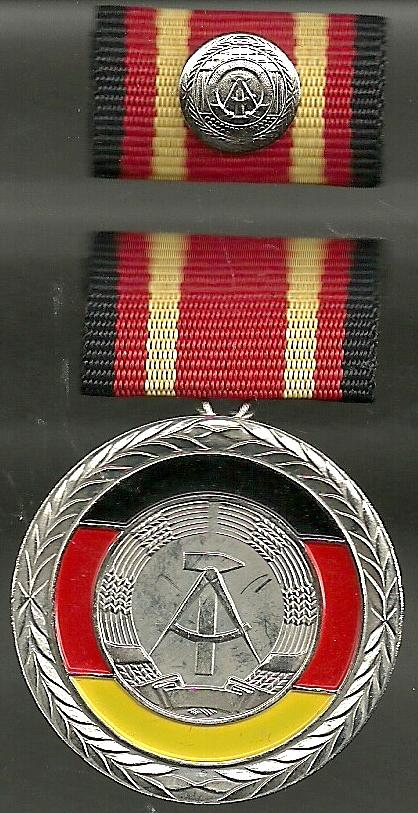
Verdienstmedaille der DDR

- Ehrenzeichen der Deutschen Volkspolizei (1949)
- Medaille für Verdienste um das Grubenrettungswesen (1951)
- Medaille für hervorragende Leistungen im Dienst für Deutschland (1952–1962)
- Medaille für ausgezeichnete Leistungen im Wettbewerb (1953)
- Medaille für ausgezeichnete Leistungen (1953)
- Medaille für vorbildlichen Grenzdienst (1953)
- Carl-Friedrich-Wilhelm-Wander-Medaille (1954)
- Clara-Zetkin-Medaille (1954)
- Medaille für die Bekämpfung der Hochwasserkatastrophe im Juli 1954 (1954)
- Medaille für treue Dienste in der Kasernierten Volkspolizei (1954)
- Rettungsmedaille (1954)
- Medaille für treue Dienste in der Deutschen Volkspolizei (1955–1959)
- Hans-Beimler-Medaille (1956)
- Medaille für treue Dienste bei der Deutschen Reichsbahn (1956)
- Medaille für treue Dienste in der Nationalen Volksarmee (1956)
- Pestalozzi-Medaille für treue Dienste (1956)
- Verdienstmedaille der Deutschen Reichsbahn (1956)
- Verdienstmedaille der Nationalen Volksarmee (1956)
- Medaille für die Teilnahme an den bewaffneten Kämpfen der deutschen Arbeiterklasse in den Jahren 1918 bis 1923 (1957)
- Medaille für selbstlosen Einsatz bei der Bekämpfung von Katastrophen (1957)
- Hufeland-Medaille (1958)
- Medaille für Kämpfer gegen den Faschismus 1933 bis 1945 (1958)
- Dr.-Theodor-Neubauer-Medaille (1959)
- Medaille für ausgezeichnete Leistungen in den bewaffneten Organen des Ministeriums des Innern (1959)
- Medaille für ausgezeichnete Leistungen in landwirtschaftlichen Produktionsgenossenschaften (1959)
- Medaille für treue Dienste in den bewaffneten Organen des Ministeriums des Innern (1959)
- Medaille für treue Dienste in der Freiwilligen Feuerwehr (1959)
- Verdienstmedaille der DDR (1959)
- Treuedienstmedaille der Deutschen Post (1960)
- Verdienstmedaille der Kampfgruppen der Arbeiterklasse (1961)
- Medaille für treue Dienste in der zivilen Luftfahrt (1962)
- Erinnerungsmedaille 20. Jahrestag Demokratische Bodenreform (1965)
- Medaille für ausgezeichnete Leistungen in den Kampfgruppen der Arbeiterklasse (1965)
- Medaille für treue Dienste in den Kampfgruppen der Arbeiterklasse (1965)
- Medaille für treue Dienste in der Seeverkehrswirtschaft (1965)
- Medaille für Verdienste in der Rechtspflege (1965)
- Verdienstmedaille der Seeverkehrswirtschaft (1965)
- Medaille der Waffenbrüderschaft (1966)
- Verdienstmedaille der Organe des Ministeriums des Innern (1966)
- Medaille für treue Dienste in der Zollverwaltung der DDR (1967)
- Verdienstmedaille der Zollverwaltung der DDR (1967)
- Blücher-Medaille (1968, nie vergeben)
- Medaille für Verdienste im Brandschutz (1968)
- Ehrenzeichen für Körperkultur und Sport der DDR (1969)
- Medaille für hervorragende Leistungen in der Bewegung Messen der Meister von morgen (1969)
- Medaille zur Erinnerung an den 20. Jahrestag der DDR (1969)
- Karl-Liebknecht-Medaille (1970)
- Medaille „Für sehr gute Leistungen im sozialistischen Berufswettbewerb“ (1970)
- Medaille „Vorbildliches Lehrlingskollektiv im sozialistischen Berufswettbewerb“ (1970)
- Verdienstmedaille der Deutschen Post (1970)
- Verdienstmedaille der Zivilverteidigung (1970)
- Medaille für Verdienste in der Energiewirtschaft der DDR (1971)
- Medaille für hervorragende Leistungen im Bauwesen der DDR (1972)
- Medaille für Verdienste in der Kohleindustrie der DDR (1972)
- Medaille für treue Dienste im Gesundheits- und Sozialwesen (1973)
- Medaille für Verdienste in der Volkskontrolle der DDR (1973)
- Medaille ausgezeichnetes Volkskunstkollektiv der DDR (1974)
- Medaille für langjährige Pflichterfüllung zur Stärkung der Landesverteidigung der DDR (1974)
- Medaille für Verdienste im künstlerischen Volksschaffen der DDR (1974)
- Humboldt-Medaille (1975)
- Medaille für hervorragende Leistungen im Bereich der haus- und kommunalwirtschaftlichen Dienstleistungen der DDR (1975)
- Medaille für hervorragende Leistungen im Bergbau und in der Energiewirtschaft der DDR (1975)
- Medaille für hervorragende Leistungen im Handel der DDR (1975)
- Medaille für hervorragende Leistungen im Verkehrswesen der DDR (1975)
- Medaille für hervorragende Leistungen in der Chemischen Industrie der DDR (1975)
- Medaille für hervorragende Leistungen in der Leicht-, Lebensmittel- und Nahrungsgüterindustrie der DDR (1975)
- Medaille für hervorragende Leistungen in der Metallurgie der DDR (1975)
- Medaille für hervorragende Leistungen in der metallverarbeitenden Industrie der DDR (1975)
- Medaille für hervorragende Leistungen in der Wasserwirtschaft der DDR (1975)
- Medaille für hervorragende Leistungen in der Land- und Forstwirtschaft der DDR (1977)
- Medaille für hervorragende Leistungen in landwirtschaftlichen Produktionsgenossenschaften der DDR (1977)
- Medaille für treue Dienste in den Grenztruppen der der DDR (1977)
- Medaille für treue Dienste in der Zivilverteidigung der DDR (1977)
- Medaille für treue Pflichterfüllung in der Zivilverteidigung der DDR (1977)
- Verdienstmedaille der Grenztruppen der DDR (1977)
- Medaille für hervorragende Leistungen im Finanzwesen der DDR (1978)
- Medaille für hervorragende Leistungen in der Volkswirtschaftsplanung der DDR (1978)
- Kurt-Barthel-Medaille (1979)
- Medaille 30. Jahrestag der Gründung der DDR (1979)
- Medaille für hervorragende Leistungen im außenpolitischen Dienst (1979)
- Helene-Weigel-Medaille (1980)
- Ehrenzeichen für hervorragende Leistungen im Brandschutz (1982)
- Militärische Verdienstmedaille der DDR (1982)
- Medaille für hervorragende Leistungen in der Geologie (1983)
- Verdienstmedaille der Forstwirtschaft der DDR (1984)
- Medaille für treue Dienste freiwilliger Helfer beim Schutz der DDR (1986)
- Johannes-Dobberstein-Medaille für Verdienste im Veterinärdienst der DDR (1987)
- Friedrich-Wolf-Medaille (1988)
- Ehrenmedaille zum 40. Jahrestag der DDR (1989)
- Dr.-Richard-Sorge-Medaille für Kampfverdienste (projektiert 1989–1990, nicht gestiftet)[2]

### Rangfolge der staatlichen Auszeichnungen
Für das Tragen der staatlichen Auszeichnungen galt eine per Verordnung im Gesetzblatt der DDR festgelegte Rangfolge, in der sich auch die Wertigkeit der jeweiligen Ehrung widerspiegelte. Laut der Verordnung über das Tragen der Ehrenzeichen zu staatlichen Auszeichnungen vom 19. April 1978, Sonderdruck Nr. 952 des Gesetzblattes der DDR war folgende Reihenfolge festgelegt:
Linke Brustseite:
An der linken oberen Brustseite, beginnend von innen nach außen, waren in folgender Reihenfolge zu tragen:

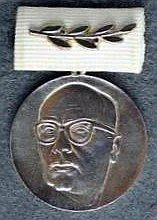
Medaille zum Johannes-R.-Becher-Preis

1. Medaille zum Ehrentitel Held der DDR (1975)
2. Karl-Marx-Orden (1953)
3. Medaille zum Ehrentitel Held der Arbeit (1950)
4. Stern der Völkerfreundschaft (1959)
5. Vaterländischer Verdienstorden (1954)
6. Banner der Arbeit (1954)
7. Scharnhorst-Orden (1954)
8. Blücher-Orden (1968)
9. Kampforden „Für Verdienste um Volk und Vaterland“ (1966)
10. Medaille für die Teilnahme an den bewaffneten Kämpfen der deutschen Arbeiterklasse in den Jahren 1918 bis 1923 (1957)
11. Medaille für Kämpfer gegen den Faschismus 1933 bis 1945 (1958)
12. Hans-Beimler-Medaille (1956)
13. Clara-Zetkin-Medaille (1954)
14. Verdienstmedaille der DDR (1959)
15. Medaille zum Ehrentitel Verdienter Techniker des Volkes (1951)
16. Medaille zum Ehrentitel Verdienter Erfinder (1950)
17. Medaille zum Ehrentitel Verdienter Bergmann der DDR (1950)
18. Medaille zum Ehrentitel Verdienter Energiearbeiter der DDR (1975)
19. Medaille zum Ehrentitel Verdienter Metallurge der DDR (1975)
20. Medaille zum Ehrentitel Verdienter Chemiearbeiter der DDR (1975)
21. Medaille zum Ehrentitel Verdienter Metallarbeiter der DDR (1975)
22. Medaille zum Ehrentitel Verdienter Werktätiger der Leicht-, Lebensmittel- und Nahrungsgüterindustrie der DDR (1975)
23. Medaille zum Ehrentitel Verdienter Werktätiger des Bereiches der haus- und kommunalwirtschaftlichen Dienstleistungen der DDR (1975)
24. Medaille zum Ehrentitel Verdienter Bauarbeiter der DDR (1972)
25. Medaille zum Ehrentitel Verdienter Werktätiger des Verkehrswesens der DDR (1975)
26. Medaille zum Ehrentitel Verdienter Eisenbahner der DDR (1950)
27. Medaille zum Ehrentitel Verdienter Seemann (1965)
28. Medaille zum Ehrentitel Verdienter Werktätiger des Post- und Fernmeldewesens der DDR (1975)
29. Medaille zum Ehrentitel Verdienter Genossenschaftsbauer der DDR (1976)
30. Medaille zum Ehrentitel Verdienter Werktätiger der Land- und Forstwirtschaft der DDR (1977)
31. Medaille zum Ehrentitel Verdienter Züchter (1952)
32. Medaille zum Ehrentitel Verdienter Tierarzt der DDR (1952)
33. Medaille zum Ehrentitel Verdienter Mitarbeiter des Handels der DDR (1975)
34. Medaille zum Ehrentitel Verdienter Lehrer des Volkes (1949)
35. Medaille zum Ehrentitel Verdienter Hochschullehrer der DDR (1975)
36. Medaille zum Ehrentitel Verdienter Arzt des Volkes (1949)
37. Ehrenzeichen für Körperkultur und Sport der DDR (1969)
38. Medaille zum Ehrentitel Verdienter Meister des Sports (1954)
39. Medaille zum Ehrentitel Meister des Sports (1954)
40. Medaille zum Ehrentitel Verdienter Angehöriger der Nationalen Volksarmee (1975)
41. Medaille zum Ehrentitel Verdienter Militärflieger der DDR (1974)
42. Medaille zum Ehrentitel Verdienter Angehöriger der Grenztruppen der DDR (1975)
43. Medaille zum Ehrentitel Verdienter Angehöriger der Zivilverteidigung der DDR (1977)
44. Medaille zum Ehrentitel Verdienter Mitarbeiter der Staatssicherheit (1969)
45. Medaille zum Ehrentitel Verdienter Volkspolizist der DDR (1966)
46. Medaille zum Ehrentitel Verdienter Mitarbeiter der Zollverwaltung der DDR (1972)
47. Medaille für hervorragende Leistungen im Bergbau und in der Energiewirtschaft der DDR (1975)
48. Medaille für hervorragende Leistungen in der Metallurgie der DDR (1975)
49. Medaille für hervorragende Leistungen in der Chemischen Industrie der DDR (1975)
50. Medaille für hervorragende Leistungen in der metallverarbeitenden Industrie der DDR (1975)
51. Medaille für hervorragende Leistungen in der Leicht-, Lebensmittel- und Nahrungsgüterindustrie der DDR (1975)
52. Medaille für hervorragende Leistungen im Bereich der haus- und kommunalwirtschaftlichen Dienstleistungen der DDR (1975)
53. Medaille für hervorragende Leistungen im Bauwesen der DDR (1972)
54. Medaille für hervorragende Leistungen im Verkehrswesen der DDR (1975)
55. Medaille für hervorragende Leistungen in landwirtschaftlichen Produktionsgenossenschaften der DDR (1977)
56. Medaille für hervorragende Leistungen in der Land- und Forstwirtschaft  der DDR (1977)
57. Medaille für hervorragende Leistungen in der Wasserwirtschaft der DDR (1975)
58. Medaille für hervorragende Leistungen im Handel der DDR (1975)
59. Verdienstmedaille der Nationalen Volksarmee (1956)
60. Verdienstmedaille der Grenztruppen der DDR (1977)
61. Verdienstmedaille der Zivilverteidigung (1970)
62. Ehrenzeichen der Deutschen Volkspolizei (1949)
63. Verdienstmedaille der Organe des Ministeriums des Innern (1966)
64. Verdienstmedaille der Kampfgruppen der Arbeiterklasse (1961)
65. Verdienstmedaille der Zollverwaltung der DDR (1967)
66. Medaille für vorbildlichen Grenzdienst (1953)
67. Medaille der Waffenbrüderschaft (1966)
68. Medaille für Verdienste im Brandschutz (1968)
69. Medaille zum Ehrentitel Verdienter Meister (1953–1958)
70. Medaille zum Ehrentitel Verdienter Aktivist (1950)
71. Medaille für ausgezeichnete Leistungen im Wettbewerb (1953)
72. Medaille zum Ehrentitel Hervorragendes Jugendkollektiv der DDR (1963)
73. Medaille zum Ehrentitel Hervorragender Jungaktivist (1960)
74. Medaille für hervorragende Leistungen in der Bewegung Messen der Meister von morgen (1969)
75. Karl-Liebknecht-Medaille (1970)
76. Medaille zum Ehrentitel  Meisterhauer (1950)
77. Medaille zum Ehrentitel Hervorragender Genossenschaftler (1954)
78. Medaille zum Ehrentitel Meisterbauer der genossenschaftlichen Produktion (1960)
79. Medaille zum Ehrentitel Meisterbauer (1951–1960)
80. Medaille für Verdienste in der Kohleindustrie der DDR (1972)
81. Medaille für Verdienste in der Energiewirtschaft der DDR (1971)
82. Verdienstmedaille der Deutschen Reichsbahn (1956)
83. Verdienstmedaille der Seeverkehrswirtschaft (1965)
84. Verdienstmedaille der Deutschen Post (1970)
85. Dr.-Theodor-Neubauer-Medaille (1959)
86. Humboldt-Medaille (1975)
87. Hufeland-Medaille (1958)
88. Medaille für Verdienste in der Rechtspflege (1965)
89. Medaille für Verdienste in der Volkskontrolle der DDR (1973)
90. Medaille für Verdienste um das Grubenrettungswesen (1951)
91. Medaille für ausgezeichnete Leistungen in den bewaffneten Organen des Ministeriums des Innern (1959)
92. Medaille für ausgezeichnete Leistungen in den Kampfgruppen der Arbeiterklasse (1965)
93. Rettungsmedaille (1954)
94. Medaille für selbstlosen Einsatz bei der Bekämpfung von Katastrophen (1957)
95. Medaille für Verdienste im künstlerischen Volksschaffen der DDR (1974)
96. Medaille zum Ehrentitel Kollektiv der sozialistischen Arbeit (1962)
97. Medaille zum Ehrentitel Aktivist der sozialistischen Arbeit (1969)
98. Medaille zum Ehrentitel Aktivist des Siebenjahrplanes (1960–1969)
99. Medaille zum Ehrentitel Aktivist des Fünfjahrplanes (1953–1960)
100. Medaille zum Ehrentitel Aktivist des Zweijahrplanes (1949)
101. Medaille für ausgezeichnete Leistungen (1953)
102. Medaille für ausgezeichnete Leistungen in landwirtschaftlichen Produktionsgenossenschaften (1959)
103. Medaille „Vorbildliches Lehrlingskollektiv im sozialistischen Berufswettbewerb“ (1970)
104. Medaille „Für sehr gute Leistungen im sozialistischen Berufswettbewerb“ (1970)
105. Carl-Friedrich-Wilhelm-Wander-Medaille (1954)
106. Erinnerungsmedaille 20. Jahrestag Demokratische Bodenreform (1965)
107. Medaille für die Bekämpfung der Hochwasserkatastrophe im Juli 1954 (1954)
108. Medaille für treue Dienste bei der Deutschen Reichsbahn (1956)
109. Medaille für Treue Dienste in der Seeverkehrswirtschaft (1965)
110. Medaille für treue Dienste in der zivilen Luftfahrt (1962)
111. Treuedienstmedaille der Deutschen Post (1960)
112. Pestalozzi-Medaille für treue Dienste (1956)
113. Medaille für treue Dienste im Gesundheits- und Sozialwesen (1973)
114. Medaille für treue Dienste in der Nationalen Volksarmee (1956)
115. Medaille für treue Dienste in den Grenztruppen der der DDR (1977)
116. Medaille für treue Dienste in der Zivilverteidigung  der DDR (1977)
117. Medaille für langjährige Pflichterfüllung zur Stärkung der Landesverteidigung  der DDR (1974)
118. Medaille für treue Pflichterfüllung in der Zivilverteidigung  der DDR (1977)
119. Medaille für treue Dienste in den bewaffneten Organen des Ministeriums des Innern (1959)
120. Medaille für treue Dienste in den Kampfgruppen der Arbeiterklasse (1965)
121. Medaille für treue Dienste in der Freiwilligen Feuerwehr (1959)
122. Medaille für treue Dienste in der Zollverwaltung  der DDR (1967)

Rechte Brustseite:
Die rechte obere Brustseite war überwiegend den mit staatlichen Preisen verbundenen Medaillen vorbehalten. Hier, beginnend von innen nach außen, waren in folgender Reihenfolge zu tragen:
1. Medaille zum Ehrentitel Hervorragender Wissenschaftler des Volkes (1951)
2. Medaille zum Nationalpreis der DDR (1949)
3. Medaille zum Architekturpreis der DDR (1976)
4. Medaille zum Kunstpreis der DDR (1959)
5. Medaille zum Johannes-R.-Becher-Preis (1958)
6. Medaille zum Lessing-Preis (1954)
7. Medaille zum Heinrich-Heine-Preis (1956)
8. Medaille zum Heinrich-Greif-Preis (1951)
9. Medaille zum Preis für künstlerisches Volksschaffen (1955)
10. Medaille zum Ćišinski-Preis (1956)
11. Medaille zum Friedrich-Engels-Preis (1970)
12. Medaille zum Theodor-Körner-Preis (1970)

Die Medaille zum Ehrentitel Fliegerkosmonaut der DDR war ebenfalls an der rechten oberen Brustseite zu tragen.

## Nichtstaatliche Auszeichnungen der DDR

### Nichtstaatliche Auszeichnungen der Ministerien und zentraler Staatsorgane

#### Ministerium für Hoch- und Fachschulwesen
- Ehrenplakette des Ministers für Hoch- und Fachschulwesen der DDR für „Verdienste um die Hoch- und Fachschulfortbildung“

#### Ministerium des Innern

Medaille für 30-jährige Dienstzeit in den Organen des Ministeriums des Innern

- Absolventenabzeichen für Offiziere (MdI)
- Bestenabzeichen (MdI)
- Abzeichen für „Vorbildliche Arbeit“ (MdI)
- Klassifizierungsspange (MdI)
- Erinnerungsabzeichen „25 Jahre Volkspolizei“ (1970)
- Kampfsportabzeichen (MdI) (1972)
- Erinnerungsabzeichen „40 Jahre Volkspolizei“ (1985)

#### Ministerium für Nationale Verteidigung
Das Ministerium für Nationale Verteidigung der DDR verlieh auch nichtstaatliche Ehrenzeichen, die in Erster Linie der Würdigung und Initiierung hervorragender Leistungen bei der Ausbildung, aber auch in der Erziehung dienten. Ferner für Verdienste in der Besten- und Neuererbewegung sowie zur Erfüllung des militärischen Klassenauftrags der NVA:

„Im unerschütterlichen Zusammenwirken mit der Sowjetarmee und den anderen sozialistischen Bruderarmeen die erforderlichen äußeren Bedingungen für den Aufbau des Sozialismus und Kommunismus zu sichern, die Staatsgrenze, das Territorium, den Luftraum und das Küstenvorfeld der DDR sowie der verbündeten sozialistischen Staaten zuverlässig zu schützen, die Kampfkraft und Gefechtsbereitschaft ständig qualitativ zu vervollkommnen und jeder imperalistischen Aggression entschlossen zu begegnen.“

Zu diesem Zwecke wurden folgende Ehrenzeichen verliehen:
- Leistungsabzeichen der Kasernierten Volkspolizei (1954–1956)
- Leistungsabzeichen der Deutschen Grenzpolizei (1954–1962)
- Leistungsabzeichen der Nationalen Volksarmee (1956)
- Dienstlaufbahnabzeichen (NVA) (1957–1983)
- Schützenschnur (NVA) (1957)
- Abzeichen zum 2. Jahrestag der NVA (1958)
- Klassifizierungsspangen (ab 1958 schrittweise)
- Leistungsabzeichen der Grenztruppen (1962)
- Absolventenabzeichen (NVA) (ab 1961)
- Ehrennadel der Armeesportvereinigung „Vorwärts“ (1963)
- Bestenabzeichen (1964)
- Reservistenabzeichen (NVA) (1965)
- Fallschirmsprungabzeichen (1966)
- Abzeichen zum 10. Jahrestag der NVA (1966)
- Kampfsportnadel der Nationalen Volksarmee (1966–1968)
- Militärsportabzeichen (NVA) (1968)
- Ehrennadel für Verdienste in der sozialistischen Wehrerziehung (1975)
- Abzeichen zum 20. Jahrestag der NVA (1976)
- Ehrennadel für besondere Leistungen im Jagdwesen der NVA (1977)
- Abzeichen für die Mitglieder der Jagdgesellschaft der NVA (1977)
- Abzeichen zum 25. Jahrestag der NVA (1981)
- Abzeichen für Große Fahrt (1981)
- Medaille für Verdienste in der Reservistenarbeit (1985)
- Abzeichen zum 30. Jahrestag der NVA (1986)
- Jubiläumsmedaille „30 Jahre Nationale Volksarmee“ (1986)

#### Ministerium für Staatssicherheit

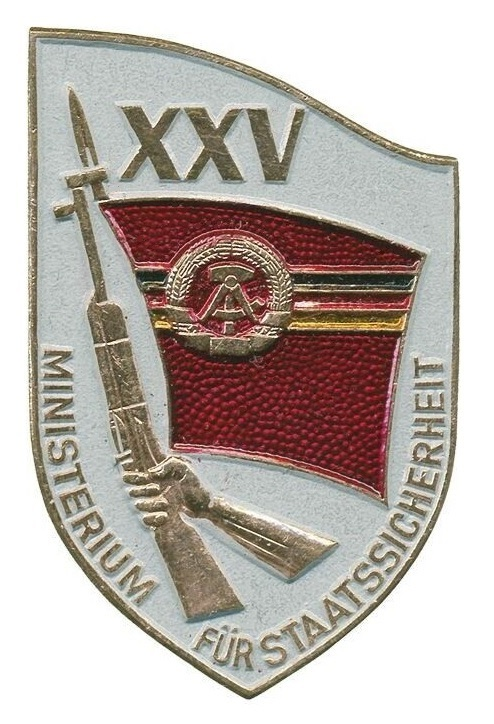
Erinnerungsabzeichen zum 25. Jahrestag der Gründung des MfS

- Auszeichnung für Treue Dienste im Ministerium für Staatssicherheit (1953)
- Ehrennadeln der SV Dynamo (1955)
- Abzeichen der Sommersportmeisterschaften der Deutschen Grenzpolizei (1956/1957)
- Medaille für ausgezeichnete Leistungen des MfS (1957, nicht gestiftet)
- Abzeichen der Soldatenfestspiele des Wachregiments „Feliks Dzierzynski“ (1960)
- Kampfsportabzeichen der 4. Grenzbrigade (1961)
- Ehrentitel Dzierzynski-Sportler (1969)
- Erinnerungsabzeichen zu den Jahrestagen der Gründung des MfS (1970)
- Ehrennadel Dzierzynski-Sportler (1988)
- Militärsportliches Leistungsabzeichen
- Absolventenabzeichen (MfS)
- Ehrennadel Dzierzynski-Nachwuchs-Sportler
- Kampfsportabzeichen „Dynamo“
- Dr.-Richard-Sorge-Medaille
- Zentrale Meisternadel der SV Dynamo (1953–1977)
- Meisternadel der SV Dynamo der Bezirksorganisation Karl-Marx-Stadt
- Verdienstmedaille des MfS (projektiert bis 1990, nicht gestiftet)

#### Ministerium für Volksbildung
- Lessing-Medaille (1950)

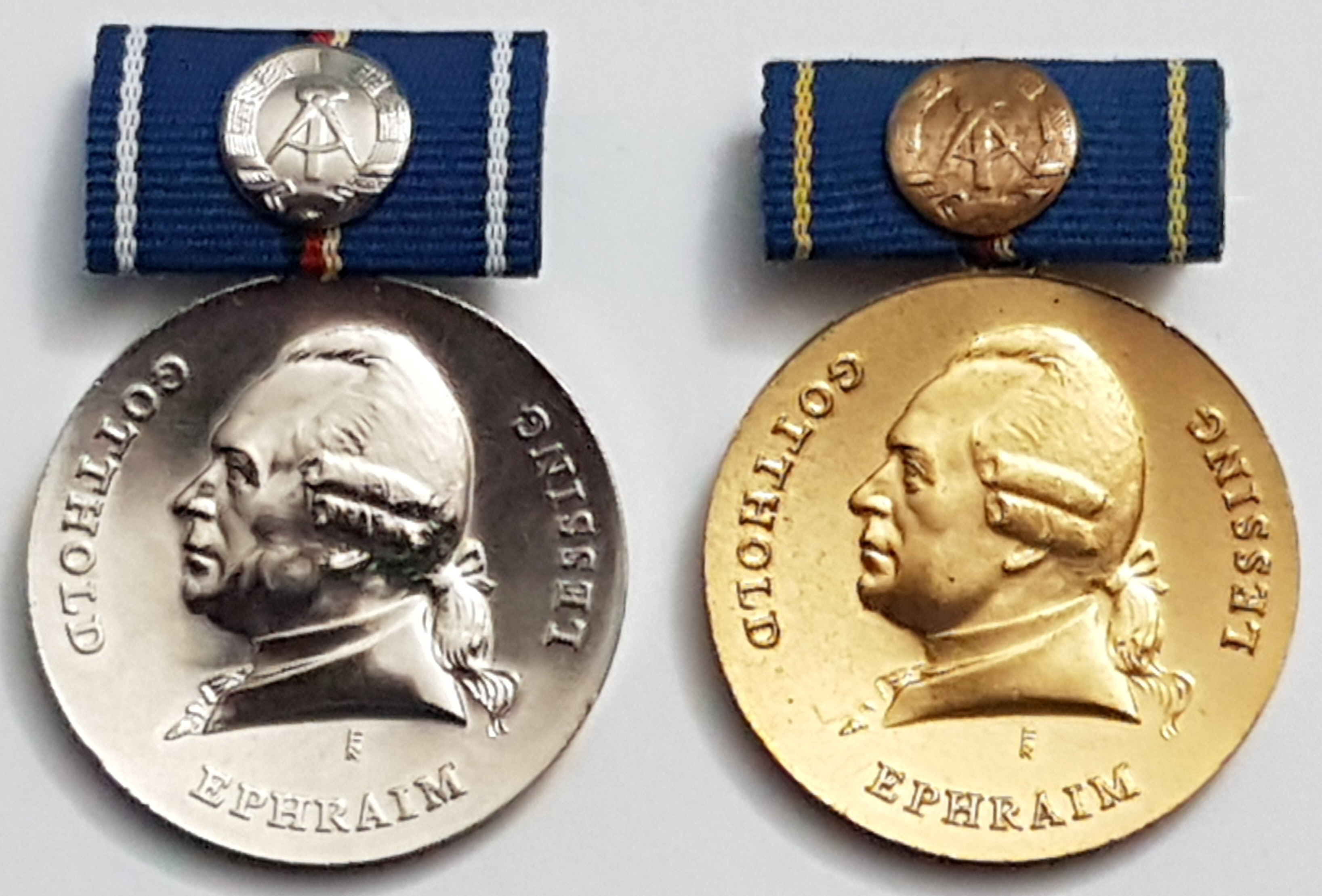
Lessing-Medaille (in Silber und Gold) des Ministeriums für Volksbildung

- Ehrennadel des Ministeriums für Volksbildung (1963–1973)
- Ehrennadel für Verdienste im sozialistischen Bildungswesen (1973)

#### Kampfgruppen der Arbeiterklasse
- Bestenabzeichen der Kampfgruppen
- Schießabzeichen der Kampfgruppen
- Erinnerungsmedaille „20 Jahre Kampfgruppen der Arbeiterklasse“ (1979)

#### Organe der Rechtspflege der DDR
- Ehrennadel der Organe der Rechtspflege (1965)

### Auszeichnungen der Parteien
- SED: Ehrennadel der SED
- NDPD: Ehrenzeichen der NDPD (1957)
- LDPD: Wilhelm-Külz-Ehrennadel (1957)
- LDPD: Ehrenzeichen der LDPD (1960)
- CDU: Otto-Nuschke-Ehrenzeichen (1960)
- DBD: Ehrenzeichen der DBD (1962)
- DBD: Ehrennadel für 25 Jahre Mitgliedschaft in der DBD (1973)

### Auszeichnungen gesellschaftlicher Organisationen

#### Deutscher Turn- und Sportbund der DDR

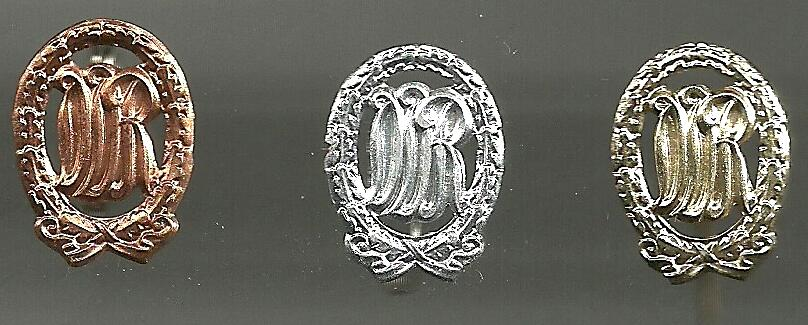
Sportleistungsabzeichen der DDR (Form 1965–1990 für Erwachsene) in Bronze, Silber und Gold

Vom DTSB wurden folgende Leistungs- und Ehrenabzeichen verliehen:
- Ernst-Grube-Medaille (1958–1961)
- Friedrich-Ludwig-Jahn-Medaille (1961)
- Ehrennadel der Demokratischen Sportbewegung (1957)
- Ehrennadel des DTSB (1958)
- Sportleistungsabzeichen der DDR (1950)

#### Deutsches Rotes Kreuz der DDR
Vom DRK der DDR wurden folgende Leistungs- und Ehrenabzeichen verliehen:
- Ehrenzeichen des DRK der DDR
- Pflegedienstspange (1966)
- Leistungsabzeichen des DRK „Bereit zur medizinischen Sicherung der Landesverteidigung“ (1967)
- Treueabzeichen des DRK der DDR (1971)
- Jugend-Rot-Kreuz-Abzeichen (DDR)
- Blutspende-Abzeichen (DDR)
- Ehrennadel des Wasser- und Bergrettungsdienstes

#### Domowina
Die Domowina verlieh als Auszeichnungen:
- Ehrenabzeichen der Dowowina (1959)
- Literaturpreis der Domowina (1961)
- Kunstpreis der Domowina (1961)

#### Freie Deutsche Jugend

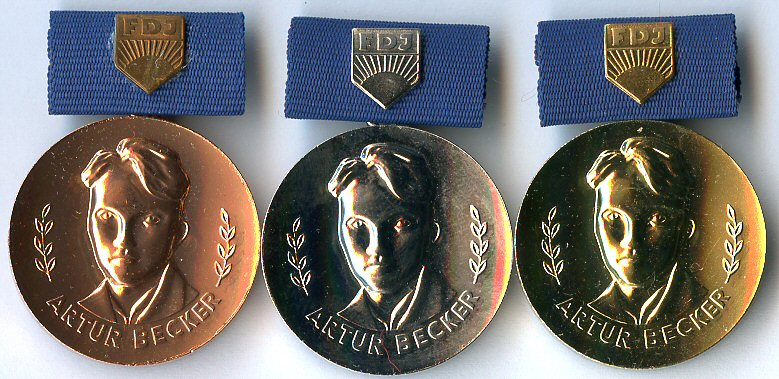
Artur-Becker-Medaille (in Bronze, Silber und Gold), höchste Auszeichnung der FDJ

Von der staatlichen Jugendorganisation FDJ als Massenorganisation wurden  folgende Auszeichnungen verliehen:
- Aktivist der Ziegelsteinaktion (1948)
- Abzeichen der Teilnehmer des Friedenstreffens der deutschen Jugend in Berlin (1949)
- Jungaktivist (1949–1952 sowie ab 1959, gemeinsam mit FDGB)
- Auszeichnungen des Berufswettbewerbs (1949, gemeinsam mit FDGB)
- Abzeichen für gutes Wissen (1949)
- Friedensmedaille (1950)
- Abzeichen „Für gute Leistungen beim Neuaufbau Berlins“
- Thälmann-Medaille (1951)
- Medaille „Für hervorragende Leistungen im Fünfjahrplan“ (1952–1959)
- Erntenadel (1953)
- Junger Neuerer der Landwirtschaft (1954–1960)
- Philipp-Müller-Medaille (1954)
- Ernst-Thälmann-Plakette (1955)
- Abzeichen „Für hervorragende Leistungen bei der Beseitigung der Hochwassergefahren im Unstruttal“ (1955)
- Erich-Weinert-Medaille (1957)
- Auszeichnung für die sozialistische Erziehung unserer Jugend (1958–1960)
- Trattendorf-Medaille (1959)
- Artur-Becker-Medaille (1959)
- Abzeichen für gute Arbeit im Kompaßwettbewerb (1960)
- Leistungsabzeichen der vormilitärischen Ausbildung (1960)
- Medaille für hervorragende Leistungen bei der sozialistischen Erziehung in der Pionierorganisation „Ernst Thälmann“ (1961)
- Medaille „Kampfauftrag der FDJ 1961“ (1961)
- Ehrenmedaille für die Festigung der brüderlichen Beziehung zwischen der FDJ und dem Leninschen Kommunistischen Jugendverband der Sowjetunion (1964)
- Abzeichen „Für hohe Leistungen zu Ehren der DDR“ (1967)
- Medaille Leninaufgebot der FDJ (1970)
- Ehrenmedaille „Bekenntnis und Tat zum Schutz der DDR“ (1972–1978)
- Medaille zum Preis „Für hervorragende wissenschaftliche Leistungen“ (1972)
- Ernst-Thälmann-Banner (1973)
- Abzeichen zum Ernst-Thälmann-Banner (1973)
- Medaille „Für hervorragende propagandistische Leistungen“ (1973)
- Medaille „Für ausgezeichnete Leistungen im Festivalaufgebot der FDJ“ (1973)
- Ehrenabzeichen für vorbildliche Leistungen in der „FDJ-Initiative DDR 25“ (1974)
- Medaille „Parteitagsinitiative der FDJ“ (1976)
- Jugendneuererpreis (1976, gemeinsam mit FDGB)
- Medaille „FDJ-Auftrag IX. Parteitag“ (1977)
- Ehrenmedaille für hervorragende Leistungen in der FDJ-Initiative Berlin (1977)
- Ehrenmedaille „Bekenntnis und Tat zum Schutz des Sozialismus“ (1979)
- Reinhard-Weisbach-Preis (1982 bis 1989), für besondere Leistungen um das ästhetisch anspruchsvolle und politisch engagierte Gedicht
- Medaille für Verdienste am Zentralen Jugendobjekt FDJ-Initiative Berlin (1985)
- Dorf der Jugend (1987)
- Medaille „Für vorbildliche Leistungen zu Ehren der DDR“[7]

#### Freier Deutscher Gewerkschaftsbund

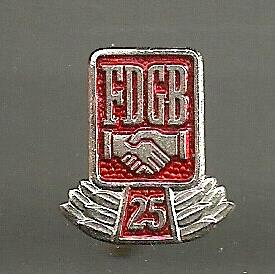
Ehrennadel für 25 Jahre Mitgliedschaft im FDGB

Von der einheitlichen Gewerkschaftsorganisation FDGB wurden folgende Auszeichnungen verliehen:
- Ehrennadel für langjährige Mitgliedschaft in den Gewerkschaften (1954)
- Fritz-Heckert-Medaille (1955)
- Kunstpreis des FDGB (1958)
- Ehrennadel für 25 Jahre Mitgliedschaft im FDGB (1970)
- Hermann-Duncker-Medaille (1972)
- Journalistenpreis des FDGB (1972)
- Anerkennungsmedaille der Erbauer Berlins (1981)

#### Friedensrat der DDR
Der Friedensrat der DDR verlieh als Auszeichnung:
- Deutsche Friedensmedaille (1954)
- Verdienstplakette des Friedensrates der DDR (1955)
- Carl-von-Ossietzky-Medaille (1962)
- Ehrennadel des Friedensrates der DDR (1954)

#### Gesellschaft für Deutsch-Sowjetische Freundschaft
Die DSF vergab als Massenorganisation folgende Auszeichnungen:
- Ehrennadel der Gesellschaft für Deutsch-Sowjetische Freundschaft (1954)
- Johann-Gottfried-Herder-Medaille (1957)
- Kunstpreis der Gesellschaft für Deutsch-Sowjetische Freundschaft

#### Gesellschaft für Sport und Technik

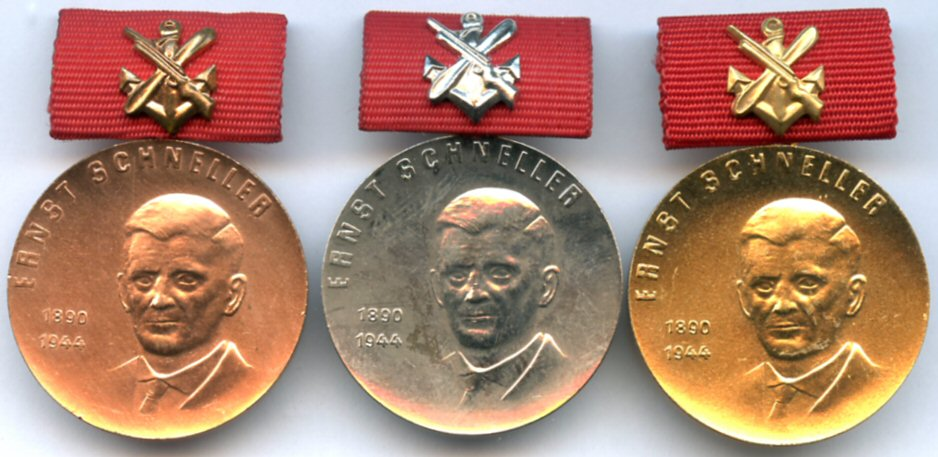
Ernst-Schneller-Medaille (in Bronze, Silber und Gold), höchste Auszeichnung der Gesellschaft für Sport und Technik

Die technisch-militärische GST vergab als Massenorganisation folgende Auszeichnungen in ihrem Bereich:
- Ernst-Schneller-Medaille (1961)
- Ernst-Schneller-Preis (1977)
- Medaille Hervorragender Ausbilder
- Abzeichen für aktive Arbeit
- Leistungsabzeichen der GST (nahezu 200 Auszeichnungen)

#### Gesellschaft zur Verbreitung wissenschaftlicher Kenntnisse – Urania
Die Urania – Gesellschaft zur Verbreitung wissenschaftlicher Kenntnisse vergab folgende Auszeichnungen:
- Ehrennadel der Urania (1956)
- Ernst-Haeckel-Medaille (1981).

#### Kammer der Technik
Die Kammer der Technik als Ingenieurorganisation der DDR verlieh folgende Auszeichnungen:
- Ehrennadel der Kammer der Technik (1955)
- Ernst-Abbe-Medaille (1965)
- Silberplakette der Kammer der Technik (1970)
- Ehrenplakette der Kammer der Technik (1970)

#### Kulturbund der DDR

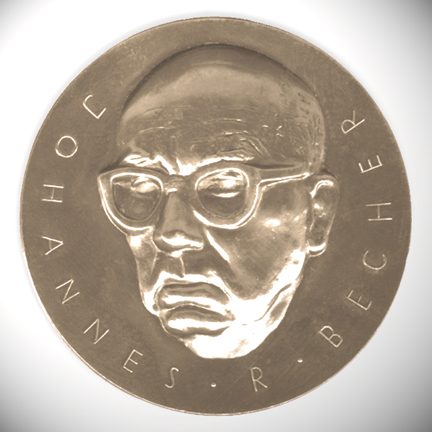
Johannes-R.-Becher-Medaille des Kulturbundes der DDR

Vom Kulturbund der DDR wurden folgende Auszeichnungen verliehen:
- Johannes-R.-Becher-Medaille (1963)
- Ehrennadel für besondere Verdienste auf dem Gebiet der sozialistischen Heimatkunde
- Ehrenmedaille der Philatelie (1965, für Kollektive im Philatelistenverband der DDR)[9]
- Ehrennadel der Philatelie (1964, für Einzelpersonen, Auszeichnungsstufen Bronze, Silber, Gold)[10]
- Leistungsabzeichen für Junge Philatelisten (1973, für Einzelpersonen, Auszeichnungsstufen Bronze, Silber, Gold)[11]
- Ehrennadel für Fotografie

#### Liga für Völkerfreundschaft
Die Liga für Völkerfreundschaft verlieh folgende Auszeichnungen:
- Ehrennadel für Verdienste um die Freundschaft der Völker (1964)
- Medaille für Verdienste um die Freundschaft der Völker (1974)

#### Nationale Front der DDR

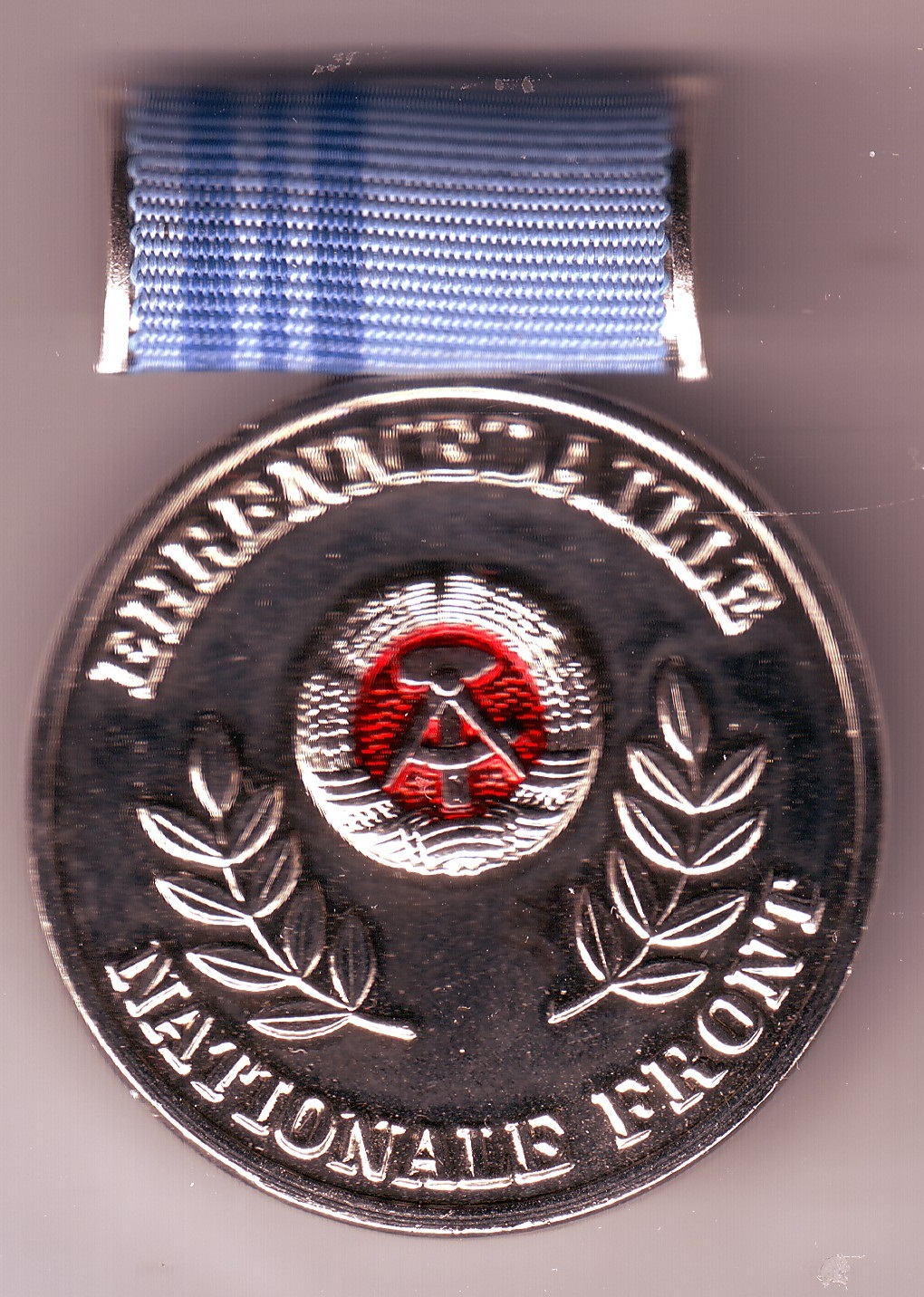
Ehrenmedaille der Nationalen Front

Von der Nationalen Front wurden folgende Auszeichnungen verliehen:
- Auszeichnungen für das Nationale Aufbauwerk (1951–1969)
- Ernst-Moritz-Arndt-Medaille (1955–1975)
- Ehrennadel der Nationalen Front (1955)
- Abzeichen für Verdienste in der Mach-Mit-Bewegung (1969)
- Ehrenzeichen für vorbildliche Nachbarschaftshilfe (1973)
- Ehrenmedaille der Nationalen Front (1975)
- Goldene Hausnummer

#### Rundfunk und Fernsehen
Im Bereich des Rundfunk der DDR wurden verliehen:
- Hanns-Eisler-Preis (1968)
- Gerhart-Eisler-Plakette (1975)

Im Bereich des Deutschen Fernsehfunks:
- Goldener Lorbeer - Deutscher Fernsehfunk Preis

#### Vereinigung der gegenseitigen Bauernhilfe
Die Vereinigung der gegenseitigen Bauernhilfe (VdgB) verlieh als Auszeichnungen:
- Thomas-Müntzer-Medaille (1986)
- Ehrennadel der VdgB
- Mitgliedsnadel der VdgB
- Kunstpreis der VdgB: erstmals verliehen am 16. Mai 1986, unter anderen an Jurij Brězan, Erwin Strittmatter und Walter Womacka.

#### Volkssolidarität
Die Volkssolidarität (VS) verlieh als Auszeichnungen:
- Ehrennadel für hervorragende Volkssolidarität
- Ehrennadel für Mitgliedschaft in der Volkssolidarität

#### Sonstige
- Akademie der Wissenschaften der DDR: Leibniz-Medaille (1946)
- Allgemeiner Deutscher Motorsport Verband: Ehrennadel des Allgemeinen Deutschen Motorsport Verbandes
- Börsenverein der Deutschen Buchhändler: Wilhelm Bracke-Medaille (in Bronze, Silber, Gold mit und ohne Nadel)
- Demokratischer Frauenbund Deutschlands:  Ehrennadel des Demokratischen Frauenbundes Deutschlands (1952)
- Komitee der Antifaschistischen Widerstandskämpfer: Ehrenmedaille des Komitees der Antifaschistischen Widerstandskämpfer in der DDR (1975)
- Solidaritätskomitee der DDR: Medaille für Verdienste um die antiimperialistische Solidarität (1985)
- Verband der Journalisten der DDR:  Franz-Mehring-Ehrennadel
- Verband der Kleingärtner, Siedler und Kleintierzüchter: Robert-Oettel-Ehrennadel (gestiftet vor 1952)

### Betriebliche Auszeichnungen

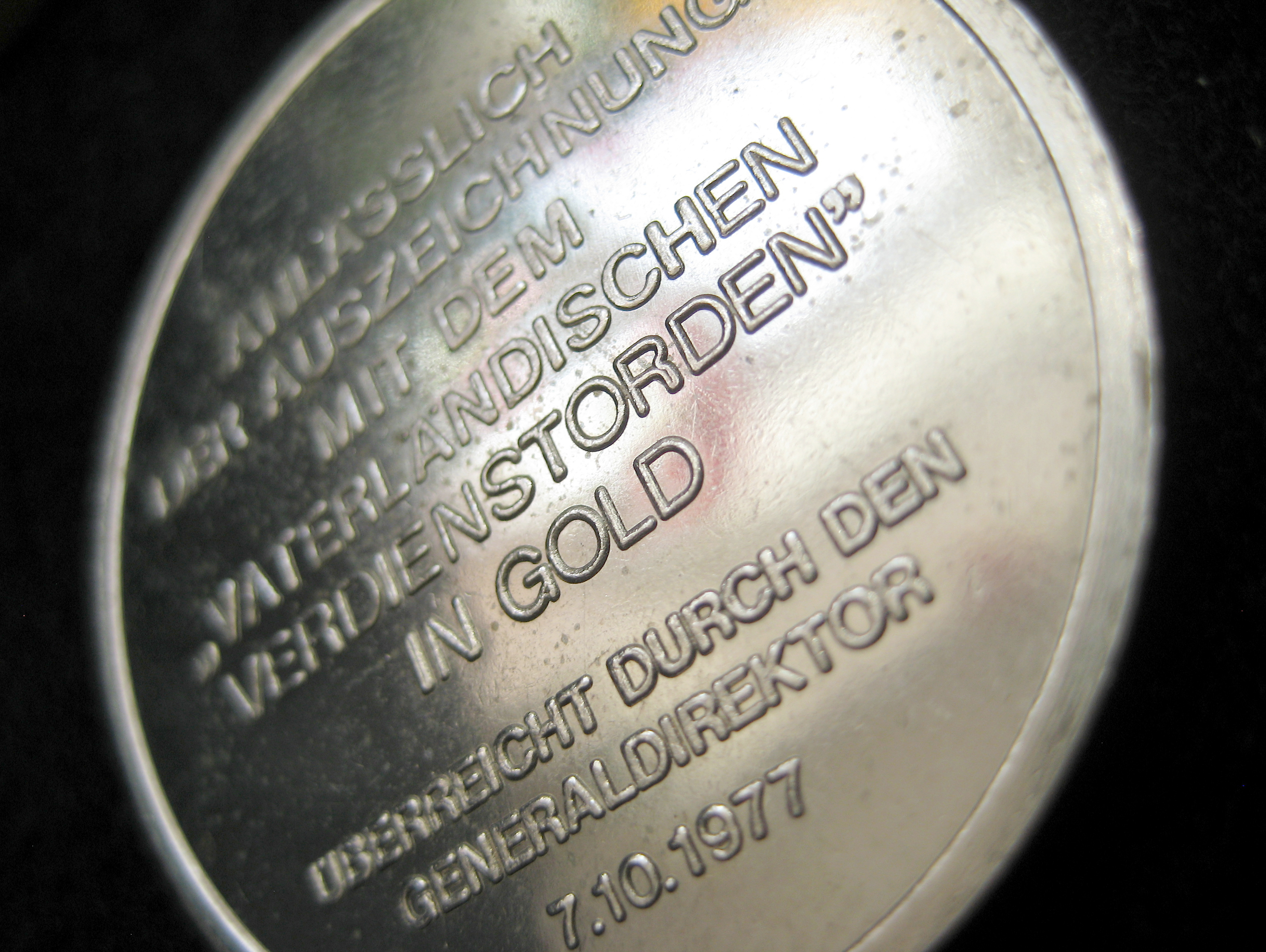
Ehrenplakette zum Vaterländischen Verdienstorden (VVO) in Gold, überreicht vom Generaldirektor des VE Metallurgiehandel-, Außen- und Binnenhandelsbetriebs der DDR am 7. Oktober 1977

In allen Volkseigenen Betrieben wurden sogenannte Bestarbeiter für ihre Leistungen ausgezeichnet, und in Straßen der Besten als Vorbild gewürdigt. Darüber hinaus stifteten Kombinate, Betriebe sowie sozialistischen Genossenschaften, mit Duldung der Parteiführung, im Laufe der 40-jährigen Existenz der DDR in zunehmendem Maße eigene interne Auszeichnungen, die so verschieden und untereinander abweichend waren, dass eine vollständige Auflistung dieser Auszeichnungen unmöglich ist. So gab es beispielsweise Auszeichnungen für Verdienste beim Aufbau des entsprechenden Werkes aber auch für hervorragende Qualitätsarbeit. Ebenso solche für Leistungen im betrieblichen Neuererwesen, für langjährige Betriebszugehörigkeit und auch Ehrentitel für Sieger in den unterschiedlichen sozialistischen Wettbewerben untereinander. Bedeutende betriebliche Auszeichnungen waren:
- Auszeichnungen der SDAG Wismut
- Ehrenplakette zum Vaterländischen Verdienstorden in Gold – Auszeichnungen des VE Metallurgiehandel-, Außen- und Binnenhandelsbetriebs der DDR